# Народ пре профита
Народ пре профита (ир. Pobal Roimh Bhrabús) је политичка странка која је активна у Републици Ирској и Северној Ирској.